# 임신근
임신근(1949년 11월 28일 ~ 1991년 9월 17일)은 전 삼성 라이온즈 소속 야구선수였다. 1991년 9월 17일 OB와의 경기를 앞두고  선수들의 타격 훈련을 지도하던 도중 심장 마비로 만 42세라는 젊은 나이에 세상을 떠나 야구계에 충격을 안겨주었다.

## 야구 시작
남선전기 야구단(현재 한국전력공사 야구단)에서 선수생활을 한 아버지의 영향을 받아  초등학교 4학년 때부터 야구를 시작했다.

## 중학교 시절
경상중 2학년 때부터 마운드에 본격적으로 섰다 .

## 고등학교 시절
1967년 경북고 2학년 때 1회 대통령배 우승을 이끌었다.

## 실업야구 시절
1969년 실업야구 데뷔 첫 해 신인상을 받았다. 한일은행 야구단과 해병대 야구단에서 맹활약했는데 해병대 시절인 1972년부터 체중이 늘면서 투수로서의 페이스를 찾지 못하자  1976년과 1977년에는 한국 실업 야구 사상 처음으로 타자로 전향했다.

## 삼성 라이온즈 시절
1982년 플레잉코치로 뛰었다. 통산 성적은 2경기 5타석 3타수 무안타 2볼넷 1삼진이다.

## 같이 보기
- 1982년 삼성 라이온즈 시즌